# Richard H. Kline
Richard Howard Kline (Encino, Los Angeles, Califórnia, 15 de Novembro de 1926 - Brentwood, Los Angeles, Califórnia, 7 de Agosto de 2018) foi um diretor de fotografia estadunidense, filho do também cinematógrafo Benjamin H. Kline.
Kline nasceu em Los Angeles, Califórnia. Em 1943, aos 17, após se formar na escola, sabendo que ele seria chamado para servir o exército, seu pai rapidamente o fez aceitar um trabalho como assistente de câmera na Columbia Pictures, possibilitando que Kline servisse como câmera na guerra. Após trabalhar no filme Cover Girl, ele foi chamado pela marinha, servindo de outubro de 1944 até agosto de 1946.
Ao retornar, ele continuou a trabalhar como assistente na Columbia até 1948, quando saíu para estudar belas artes na Universidade de Paris. Ele retornou para Hollywood em 1951, se tornando operador de câmera na Columbia, trabalhando com alguns dos mais renomados diretores de fotografia na época, incluindo James Wong Howe.
Em 1965 ele se tornou diretor de fotografia, filmando um episódio piloto para uma série que não foi comprada, porém os produtores gostaram tanto que fizerem ele filmar por mais duas semanas, transformando o episódio em um filme para a televisão. O diretor Joshua Logan, que estava se preparando para realizar Camelot, viu o filme, e chamou Kline para ser o diretor de fotografia de seu filme.
Kline já foi indicado duas vezes ao Oscar de Melhor Fotografia, a primeira em 1968 por Camelot, e o segundo, em 1977, por King Kong, porém não venceu em nenhuma ocasião.